# Liste antiker Ortsnamen und geographischer Bezeichnungen/En
| Lateinischer Name | Griechischer Name | Beschreibung                                       | Heute                                           | Quellen und Verweise | Lage |
| ----------------- | ----------------- | -------------------------------------------------- | ----------------------------------------------- | -------------------- | ---- |
| Enchelanes        |                   |                                                    |                                                 | Smith;               |      |
| Enchelees         |                   |                                                    |                                                 | Smith;               |      |
| Endor             | Ἀενδώρ (Aendōr)   | Ort in Kanaan                                      | rund 5 km südöstlich des Berges Tabor in Israel | Smith;               |      |
| Enea              | Αἰνεία (Aineia)   | Dorf in der Troas                                  |                                                 | Smith;               |      |
| Eneglaim          |                   |                                                    |                                                 | Smith;               |      |
| Engannim          |                   |                                                    |                                                 | Smith;               |      |
| Engedi            | Ἐγγαδέ (Engade)   | Oase am Westufer des Toten Meeres                  | En Gedi in Israel                               | Smith;               |      |
| Enguium           |                   |                                                    |                                                 | Smith;               |      |
| Enipeus           | Ἐνιπεύς (Enipeus) | Fluss in der makedonischen Pieria                  |                                                 | Smith;               |      |
| Enipeus           | Ἐνιπεύς (Enipeus) | Fluss in Thessalien                                | Tsanarlis                                       | Smith (1);           |      |
| Enipeus           | Ἐνιπεύς (Enipeus) | Nebenfluss des Alpheios in Elis auf der Pelopennes | Lestenitsa westlich von Olympia                 | Smith (2);           |      |
| Enispe            |                   |                                                    |                                                 | Smith;               |      |
| Enna              | Ἔννα (Enna)       | Stadt im Inneren Siziliens                         |                                                 | Smith;               |      |
| Enope             |                   |                                                    |                                                 | Smith;               |      |
| Entella           | Ἔντελλα (Entella) | Stadt im Inneren Siziliens                         | Contessa Entellina in Italien                   | Smith;               |      |
| Entella           |                   | Fluss in Ligurien                                  |                                                 |                      |      |